# Izbica (gmina)
Pour les articles homonymes, voir Izbica.
Izbica est une gmina rurale (gmina wiejska) de la powiat de Krasnystaw, dans la Voïvodie de Lublin, dans l'est de la Pologne.
Son siège administratif (chef-lieu) est le village d'Izbica, qui se situe à environ 12 kilomètres au sud de Krasnystaw (siège du powiat) et 58 kilomètres au sud-est de la capitale régionale Lublin (capitale de la voïvodie).
La gmina couvre une superficie de 138,66 km2 pour une population de 8 942 habitants en 2006.

## Histoire
De 1975 à 1998, la gmina est attachée administrativement à l'ancienne Voïvodie de Zamość.

Depuis 1999, elle fait partie de la nouvelle voïvodie de Lublin.

## Géographie

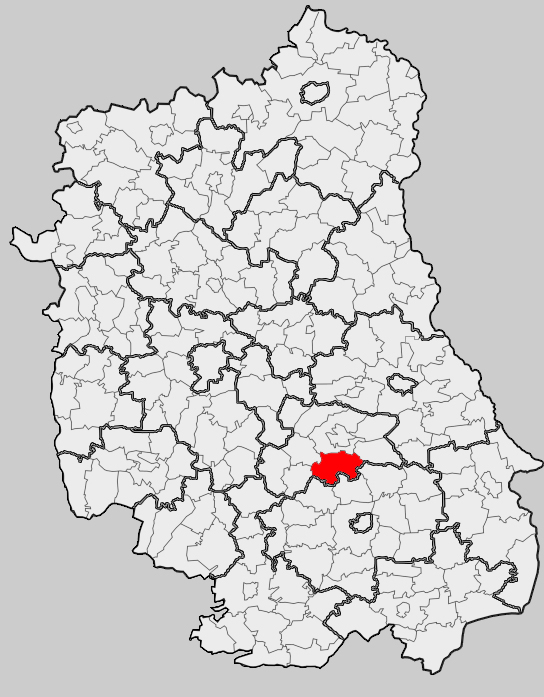
Position de la gmina dans la voïvodie

La gmina inclut les villages de:
- Bobliwo
- Dworzyska
- Izbica
- Kryniczki
- Majdan Krynicki
- Mchy
- Orłów Drewniany
- Orłów Drewniany-Kolonia
- Orłów Murowany
- Orłów Murowany-Kolonia
- Ostrówek
- Ostrzyca
- Romanów
- Stryjów
- Tarnogóra
- Tarnogóra-Kolonia
- Tarzymiechy Drugie
- Tarzymiechy Pierwsze
- Tarzymiechy Trzecie
- Topola
- Wał
- Wirkowice Drugie
- Wirkowice Pierwsze
- Wólka Orłowska
- Zalesie

### Gminy voisines
La gmina d'Izbica est voisine des gminy de:
- Gorzków
- Kraśniczyn
- Krasnystaw
- Nielisz
- Rudnik
- Skierbieszów
- Stary Zamość

## Structure du terrain
D'après les données de 2002, la superficie de la commune d'Izbica est de 138,66 kilomètres carrés, répartis comme telle :
- terres agricoles : 75 %
- forêts : 18 %

La commune représente 12,19 % de la superficie du powiat.

## Démographie
Données du 30 juin 2004:
| Description        | Total  | Total | Femmes | Femmes | Hommes | Hommes |
| ------------------ | ------ | ----- | ------ | ------ | ------ | ------ |
| Unité              | Nombre | %     | Nombre | %      | Nombre | %      |
| Population         | 9 019  | 100   | 4 593  | 50,9   | 4 426  | 49,1   |
| Densité (hab./km²) | 65     | 65    | 33,1   | 33,1   | 31,9   | 31,9   |